# Konstantinos Alexandropoulos
Konstantinos Alexandrōpoulos (in greco Κωνσταντίνος Αλεξανδρόπουλος?; Salonicco, 26 febbraio 1957) è un ex velista greco.
È anche un allenatore di barca a vela nonché ideatore e fondatore della squadra di barca a vela della polizia greca.
Con la sua squadra ha ottenuto diversi successi tra cui le due volte campione mondiale, una nel 1999 nei Paesi Bassi come leader della squadra e una nel 2002 in Spagna come allenatore di essa. 

## Palmarès
- Campionati mondiali di vela

 Oro - 1999, 2002
 Argento -  1997
- Campionati europei di vela

 Oro - 1991, 1994, 1996
 Argento - 1992
 Bronzo - 1995